# Asemum nitidum
Asemum nitidum là một loài bọ cánh cứng trong họ Cerambycidae.